# مارتن بيل (عالم آثار)
مارتن بيل (بالإنجليزية: Martin Bell)‏ هو عالم آثار بريطاني، ولد في 1953.